# جهش ناگهانی (زیست‌شناسی)
در زیست‌شناسی، جهش ناگهانی (به انگلیسی: Saltation)، یک تغییر جهش ناگهانی و بزرگ از یک نسل به نسل دیگر است که به‌طور بالقوه سبب گونه‌زایی یک‌مرحله‌ای می‌شود. این موضوع از دیدگاه تاریخی به عنوان یک جایگزین برای داروین‌گرای ارائه شده‌است. برخی از شکل‌های جهش‌گرایی در عمل جهش ناگهانی بودند که دلالت بر جهش‌های بزرگ ناپیوسته دارد.
گونه‌زایی، مانند پلی‌پلوئیدی در گیاهان، گاهی می‌تواند در یک گام و از نظر فرگشتی ناگهانی به دست آید. نمونه‌هایی برای شکل‌های گوناگون جهش ناگهانی در جانداران مختلف وجود دارد.
چارلز داروین با انتشار کتاب «دربارهٔ خاستگاه گونه‌ها» در سال ۱۸۵۹ نوشت که بیشتر تغییرهای فرگشتی به تدریج انجام می‌شود، اما وی وجود جهش‌های ناگهانی را انکار نکرد.
از سال ۱۸۶۰ تا ۱۸۸۰ جهش‌های ناگهانی مورد علاقه تعداد اندکی بود، اما در سال ۱۸۹۰ به یک علاقه عمده برای دانشمندان تبدیل شد.